# 椿餅
椿餅（つばいもちひ、つばきもち）は平安時代に、軽食代わりとして食べられた餅菓子。また現代の京菓子。

## 平安時代
平安時代の菓子は唐菓子と言って中国伝来の揚げ菓子がほとんどだが、桜餅のように団子を植物の葉で挟む形式などが珍しく、この椿餅は日本独自のものでないかと言う見解もあるが定かではない。その説に従うなら、これが和菓子の起源である。
『河海抄』の記述によれば、もち米を乾燥させて臼でひいて作った餅粉（現在の道明寺粉）を甘葛の汁で練って団子のようにし、椿の葉で包んだもの。
現代の菓子のように日常的な間食に用いる物ではなく、貴族の館で大規模な蹴鞠の会が催されたときに参加者に配られていた。
「椿い餅、梨、柑子やうのものども、様々に筥の蓋どもにとりまぜつつあるを、若きひとびと、そぼれとり食ふ」（『源氏物語』「若菜上」）
また『宇津保物語』国譲上に「大臣どのの御かたより檜割子御酒つばいもちひなど奉り給へり左の大いどのよりは梨柑子たち花あらまきなどあり」とある。
『類聚名物考』巻二一三飲食部二には、干粉を粉にし、丁字の粉を少し加え、甘葛でこね固めて、団子にし、椿の葉2枚の間にはさみ、幅1分ばかりの薄葉の紙を帯にする、という趣旨の記述がある。

## 現代
現代の椿餅は同じようにツバキの葉で上下を挟んだ白い道明寺の餅の中に餡が入っている。冬から初春にかけての京菓子として茶席などに出される。